# Nepeta chionophila
Nepeta chionophila là một loài thực vật có hoa trong họ Hoa môi. Loài này được Boiss. & Hausskn. mô tả khoa học đầu tiên năm 1879.